# Clones
Clones (in irlandese Cluain Eois) è una piccola cittadina collocata nella parte occidentale della contea di Monaghan, nella Repubblica di Irlanda. L'area fa parte della Border Region, dal momento che è una delle zone economicamente sotto la media dell'intera isola irlandese. La città ha subito un certo disagio, in senso economico, dalla divisione politica delle due Irlande, e proprio a causa della sua posizione di confine con la contea di Fermanagh, è stata privata di cospicui orizzonti economici con l'Hinterland irlandese, che sono invece rimasti nelle mani delle contee collocate sull'altra sponda del confine stesso. Stando al censimento del 2011, la popolazione consta di 1 761 abitanti (area rurale inclusa). Il nome della città in irlandese significa "prateria di Eos". Tuttavia, secondo le dicerie locali, il nome antico potrebbe essere stato Cluan Innis (l'isola della ritirata); questo potrebbe essere dovuto al fatto che, in passato, Clones fosse circondata dall'acqua.

## Storia
Clones, fondato nel VI secolo da uno dei primi santi irlandesi, Tigernach, fu in origine un centro monastico fino alla dissoluzione dei monasteri stessi per mano di Enrico VIII.
La prima abbazia, costruita su richiesta di Tigernach, fu intitolata ai santi Santi Pietro e Paolo.
Lo stesso Tigernach avrebbe lasciato la città per Clogher, centro di cui fu nominato arcivescovo, per poi fare ritorno definitivamente a Clones, dove morì di peste nel 550.
L'abbazia fu distrutta nell'836 e nel 1095.
Nel 1207 Hugh de Lacy, capostipite di una nobile famiglia normanna, rase al suolo la città, che sarebbe stata ricostruita cinque anni dopo dagli inglesi che, oltretutto, vi eressero un castello.

## Infrastrutture e trasporti
La città era un importante crocevia ferroviario nei secoli XIX e XX, fin quando la stessa ferrovia venne chiusa in seguito alla divisione delle due Irlande.

## Sport
Clones è famosa per essere la sede di uno dei più importanti impianti sportivi per sport gaelici, lo stadio "St. Tiernach's Park", dove vengono disputate partite di calcio gaelico e dove si tengono, come da tradizione, le finali della provincia dell'Ulster.